# 斎藤博昭
斎藤 博昭（さいとう ひろあき）は日本の工学者。工学博士。慶應義塾大学理工学部准教授。専門分野は、人工知能、自然言語処理。

## 人物紹介
- 慶應義塾大学 工学部 数理工学科 卒業(1983)、
- 慶應義塾大学 修士課程 工学研究科 数理工学専攻 終了(1985)、
- 慶應義塾大学 博士課程 理工学研究科 数理科学専攻 終了(1991)、工学博士。
- 現在、慶應義塾大学理工学部情報工学科准教授。